# London Missionary Society
London Missionary Society var en kristen organisation inriktad på mission och omvändelse av icke-kristna i främst Afrika, Oceanien, Kina och Ryssland. Förbundet bildades 1795 på initiativ av de anglikanska prästerna John Eyre och Edward Williams, baptisterna John Ryland och William Carey, slaverimotståndaren Henry Overton Wills, med flera.
Kapten James Wilson, tidigare i tjänst i Brittiska Ostindiska Kompaniet, erbjöd sig att transportera förbundets missionärer med familjer och nödvändig utrustning på fartyget Duff. Den första resan gick till Tahiti 1796.
Redan från starten var organisationen öppen för missionärer från alla inriktningar av protestantism. Dess mest framträdande missionär från Sverige var Cornelius Rahmn. Andra kända missionärer var David Livingstone, Robert Moffat, Robert Morrison, James Legge och Eric Liddell.
London Missionary Society slogs 1966 samman med Commonwealth (f.d. Colonial) Missionary Society. Den nya organisationen hette först Congregational Council for World Mission. Sedan 1977 är namnet Council for World Mission.